# Jan Bartoš (dramatik)
Jan Bartoš, pseudonym Jan Brauner (23. února 1893, Rychnov nad Kněžnou – 6. května 1946, Praha) byl český dramatik, divadelní vědec a knihovník.

## Život
Narodil se jako nejmladší ze tří synů v rodině c. a k. okresního hejtmana a jeho ženy Anny. Ve 12 letech mu otec zemřel. Jan vystudoval rychnovské gymnázium a pokračoval na filozofické fakultě Karlovy univerzity studiem literatury. Školu ukončil doktorátem v roce 1918. Poté se stal na krátkou dobu koncipientem v advokátní kanceláři a v letech 1923–1924 byl úředníkem intendantury pražského Národního divadla. Poté nastoupil do knihovny Národního muzea v Praze. Posléze založil a stal se přednostou divadelního oddělení Národního muzea, které pak vedl až do roku 1946.
Založil časopis Nová scéna, který před úřady redigoval Jaroslav Seifert. Přispíval do řady novin a divadelních časopisů (Jeviště, Divadlo, Právo lidu, Rozpravy Aventina, Národní listy aj.) a psal vědecké studie a divadelní hry. Zabýval se zvláště divadlem 2. poloviny 19. století.
Trpěl neúspěchy svých divadelních her, depresemi, v roce 1946 spáchal sebevraždu. O své plánované sebevraždě hovořil mnoho let předem s básníkem Jaroslavem Seifertem a později i Vítězslavem Nezvalem (kterého učil hádat z ruky a sestavovat horoskopy), kterým svěřil svoji poslední vůli.
Jan Bartoš byl krátce ženatý s Annou Hennerovou, tragicky zemřelou (1920) sestrou Marie Pujmanové.

## Citát
| „                  | Spisovatele Jana Bartoše poznali jsme v Devětsilu, i když jeho členem nikdy nebyl. Přidružil se k nám jako dobrý přítel. Byl o pár let starší, bližší generaci Čapkově, a neměl už potřebu se sdružovat. Tento autor, dramatik a divadelní historik, patřil k nejzajímavějším lidem našeho mládí. Nám imponoval nejen jako dramatický básník pastelové fantazie a sžíravé ironie zároveň, ale i jako polemik, autor zlých a jedovatých invektiv, kterými pronásledoval lidi kolem divadel, herce i spisovatele. Uměl však i mistrně hádat z ruky a neméně odborně sestavovat i horoskopy. ...řekl mi však klidným a jaksi samozřejmým tónem, že se rozhodl odejít ze světa dobrovolně ve chvíli, kterou uzná za nejvhodnější. O své smrti hovořil zcela klidně a požádal mě, abych se nesnažil jeho čin mu nějak rozmlouvat. Je již pevně rozhodnut a jeho rozhodnutí je staré už delší dobu. | “ |
| — Jaroslav Seifert | |   |

## Dramatické dílo
- 1913 Primo vere, jako Jan Brauner, vlastním nákladem, premiéra v Národním divadle Praha: 18. 9. 1919;
- 1916 Konec Jakuba Carranzy, dramatický akt, jako Jan Brauner, vlastním nákladem;
- 1917 Souboj, hra o třech dějstvích, vydal Ludvík Bradáč, Královské Vinohrady, premiéra v Národním divadle Praha: 29. 11. 1917;
- 1920 Krkavci, vydáno: Zátiší, Knihy srdce i ducha Břetislav Maria Klika Praha;
- 1922 Milenci, hra o třech dějstvích, vydáno: Zátiší, Knihy srdce i ducha Praha;
- 1923 Pelikán obrovský, tragikomedie, vydáno: Zátiší, Knihy srdce i ducha Praha;
- 1923 Námluvy, čili Škola diplomacie, komedie o třech dějstvích, vydáno: Zátiší, Knihy srdce i ducha Praha;
- 1925 Vzbouření na jevišti, filosofie, drama, skutečnost, vydáno: Ústřední studentské knihkupectví a nakladatelství Praha, premiéra v Národním divadle Praha (Stavovské divadlo): 16. 1. 1926;
- 1925 Nabídnutí k sňatku, veselohra o 3 dějstvích, vydal Evžen K. Rosendorf Praha;
- 1926 Hrdinové naší doby, komedie o třech dějstvích s prologem a epilogem, vydal Evžen K. Rosendorf Praha;
- 1926 Strašidelný dům, komedie o třech dějstvích, vydáno: Národní knihtiskárna Moravský Krumlov;
- 1926 Plující ostrov, komedie o třech dějstvích, vydáno: Zátiší, Knihy srdce i ducha Praha;
- 1927 Uloupená kadeř, komedie o třech dějstvích s předehrou a dohrou, vydal Müller a spol. Turnov, premiéra v Národním divadle Praha (Stavovské divadlo): 29. 3. 1927;
- 1927 Jůra ďábel, komedie o třech dějstvích s předehrou a dohrou, vydal Müller a spol. Turnov, jediné představení v Národním divadle Praha (Stavovské divadlo): 11. 5. 1928;
- 1927 Orfeus a Eurydiké, komedie o třech dějstvích, vydal Müller a spol. Turnov;
- 1928 Člověk, jenž má 5000 v kapse, komedie o třech dějstvích s předehrou a dohrou, vydal Müller a spol. Turnov;
- 1928 Nezvěstná, drama o třech dějstvích s předehrou a dohrou, vydal Otakar Štorch-Marien Praha, premiéra v Národním divadle Praha (Mozarteum): 31. 10. 1947;
- 1930 Eliane, hra o třech dějstvích s předehrou a dohrou, vydal Müller a spol. Turnov;
- 1934 Pepíček a Mánička, veselý výstup pro hocha a děvčátko, vydal Evžen K. Rosendorf Praha.

## Studie a publikace (výběr)
- 1919 Rusko a Evropa : duchovní základy velké revoluce, vydáno: Zátiší, Knihy srdce i ducha Praha;
- 1921 Listy o současné Francii, vydáno: Zátiší, Knihy srdce i ducha Praha;
- 1922 O moderním divadelním projevu, vydáno: Zátiší, Knihy srdce i ducha Praha;
- 1926 Hercovo tajemství : divadelní úvahy, vydal Müller a spol. Turnov;
- 1933 Národní divadlo a jeho budovatelé, vydal Sbor pro zřízení druhého Národního divadla Praha;
- 1934 Budování Národního divadla, vydal Otto Girgal Praha;
- 1935 Legenda o budování Národního divadla a její obhájce, replika Karlu Stloukalovi, vydal Otto Girgal Praha;
- 1937 Prozatímní divadlo a jeho činohra, vydal Sbor pro zřízení druhého Národního divadla Praha.